# Tochigi City FC
Il Tochigi City Football Club (栃木シティフットボールクラブ?, Tochigi Shiti Futtobōru Kurabu) è una squadra calcistica giapponese con sede nella prefettura di Tochigi. Dal 2025 milita in J3 League, la terza divisione del campionato giapponese.
Lo stemma del club è di color bianco e blu cobalto con tre grappoli d'uva.

## Storia
Il club, originariamente denominato Hitachi Tochigi Soccer Club, fu fondato nel 1947 come squadra dell'omonima società giapponese. Dalla fondazione ai primi anni Duemila, disputò unicamente campionati regionali, collezionando numerosi successi.
Nel 2006, a seguito della fusione con l'Uva Sports Club, assunse la denominazione Hitachi Tochigi Uva Sports Club: il termine "uva" indicava il frutto tipico della cittadina di Ohira, nella prefettura di Tochigi, allora sede dell'Hitachi.
Nel 2009, dopo il secondo posto nel campionato regionale di Kanto ed aver vinto gli spareggi, ottenne la promozione in Japan Football League e cambiò nome in Tochigi Uva Football Club.
Nel 2017, chiusa la stagione in ultima posizione, retrocesse nuovamente nelle leghe regionali. Prima dell'inizio dell'annata 2019, il club annunciò l'acquisizione dell'attuale denominazione. Sotto la guida tecnica di  Naoki Imaya, tra il 2023 e il 2024, centrò una doppia promozione consecutiva, guadagnando il diritto a prender parte alla J3 League del 2025.

## Palmarès

### Competizioni Nazionali
- Japan Football League: 1

2024